# Euthalia labotas
Euthalia labotas är en fjärilsart som beskrevs av William Chapman Hewitson 1864. Euthalia labotas ingår i släktet Euthalia och familjen praktfjärilar. Inga underarter finns listade i Catalogue of Life.